# Ilustrowana encyklopedia powszechna
Ilustrowana encyklopedia powszechna – ilustrowana, dwutomowa, polska encyklopedia ogólna, która wydana została w 1937 w okresie II RP w Warszawie przez Wydawnictwo J. Przeworskiego .

## Opis
Redaktorem naczelnym był dr Marian Jerzy Wachtel. Publikację wydało warszawskie wydawnictwo Jakuba Przeworskiego. Opublikowano dwa tomy:
- T. 1 (A-M), 424 stron, 7. kolorowych tablic, ilustracje, 1937[1] ,
- T. 2 (N-Z), 425 stron, 10. k. tabl., [2] k. mapy rozkładane, ilustracje, 1937[2] .